# Seraphia von Löwenfinck
Seraphia von Löwenfinck (* 11. April 1728 in Fulda; † 26. Juli 1805 in Ludwigsburg) war eine deutsche Fayencebuntmalerin und Unternehmerin.

## Leben
Maria Seraphia Susanna Magdalena Aloysia Schick wurde als Tochter des Fuldaer Malers Johann Philipp Schick und seiner Gattin geboren. Ihr Vater war einer der Mitbegründer der dortigen Fayencefabrik. Sie heiratete am 28. Oktober 1747 den Keramikmaler Adam Friedrich von Löwenfinck, der in Fulda als Hofemailmaler mit einem Jahresgehalt von 400 Talern arbeitete.
1745 ging Seraphia von Löwenfinck Fulda zusammen mit ihrem ersten Mann nach Weißenau, wo er versuchte, eine eigene Manufaktur zu gründen. Danach lebten sie in Höchst (1746–1749). Hier gründete ihr Mann zusammen mit Johann Christoph Göltz die Höchster Porzellanmanufaktur. 1748 brachte Seraphia von Löwenfinck ihr erstes Kind, Maria Apollonia, zur Welt, die erste Tochter von insgesamt vier Töchtern und sieben Söhnen aus ihren zwei Ehen.
Wegen finanzieller Streitigkeiten mit dem Kurfürsten wurde Adam Friedrich Löwenfinck am 19. Februar 1749 entlassen und die Familie zog kurzfristig nach Koblenz, wo die Eheleute im nahe gelegenen Schönbornlust einen eigenen Betrieb gründen wollten. Als dieses scheiterte, übersiedelte die Familie im Mai 1749 nach Straßburg. Dort wurde Adam Friedrich Löwenfinck von Paul Hannong als Leiter seiner Fayence-Manufaktur in Haguenau angestellt, starb aber schon 1754.
1762 heiratete Seraphia von Löwenfinck den 14 Jahre jüngeren Soldaten Daniel de Beckè. Beruflich trennte sie sich von der Familie Hannong, wurde mit 800 Gulden abgefunden und verließ Straßburg. Das Ehepaar zog mit den Kindern nach Ludwigsburg. Ihr Ehemann de Beckè wurde dort 1762 zum Leutnant ernannt, machte weiter Karriere und starb im Rang eines Obristleutnants mit 59 Jahren im Jahr 1801.
Seraphia von Löwenfinck/de Beckè überlebte ihren zweiten Mann um knapp 4 Jahre und wurde 77 Jahre alt.

## Werk
Das Handwerk der Keramikmalerei erlernte Seraphia Schick vermutlich durch Unterricht des Vaters. Im Alter von 17 Jahren fertigte sie eine „meisterhaft bemalte Fayence-Schale“, eine Art von Gesellenstück für die Fuldaer Manufaktur.
Nachdem ihr erster Ehemann gestorben war, übernahm Seraphia von Löwenfinck ab 1754 selbständig die Leitung der Manufaktur in Haguenau und zeitweilig auch die des Stammbetriebes in Straßburg. Nach ihrer zweiten Heirat ging sie nach Ludwigsburg, wo die dortige Fayence- und Porzellanmanufaktur sich gerade in einer Phase der Reorganisation befand. Seraphia de Beckè bewarb sich dort als Arkanistin und erhielt die Stelle einer Condirektorin der Manufaktur. Den Direktor der Manufaktur, Joseph Jakob Ringler kannte sie bereits aus der Hannongschen Manufaktur in Straßburg. In der Porzellan-Manufaktur Ludwigsburg unterstanden ihr die Fayenceabteilung mit 25 bis 30 Arbeitern, die bald schwarze Zahlen schrieb.
Ab dem 21. Januar 1777 leitete Seraphia von Löwenfinck/de Beckè auf Anweisung von Herzog Carl Eugen die Fayenceabteilung der Porzellan-Manufaktur Ludwigsburg eigenständig. Das Gehalt lag bei garantierten 420 Gulden und konnte bis zu 600 Gulden betragen, sofern mehr Gewinn gemacht worden war. Der Familie von Seraphia de Beckè wurde außerdem eine Wohnung frei zur Verfügung gestellt, die sich im Verwaltungsgebäude der Manufaktur befand. Zum Gehalt gehörte auch Holz zum Heizen.
Am Ende ihrer beruflichen Laufbahn 1795 im Alter von 67 Jahren erstritt sich Seraphia von Löwenfinck/de Beckè die volle Auszahlung der ihr zustehenden Abfindung von 4000 Gulden bis 1799 auf gerichtlichem Wege.
Seraphia von Löwenfinck zugeschriebene Arbeiten befinden sich unter anderem im Stadtmuseum in Fulda, in Ludwigsburg im Städtischen Museum sowie in der Sammlung Irene und Peter Ludwig. In Fulda handelt es sich um eine Fayenceplatte mit einem Heiligen, die entweder den Heiligen Nepomuk oder den Heiligen Aloysius zeigt, in Ludwigsburg um eine Fayence-Schale mit Blumen, die um 1770 entstanden ist, und in der Sammlung Ludwig um eine Aufglasurbemalung mit Fleurs Fines auf einer Platte, auf der eine Tulpe als Mittelpunkt eines Blumenbouquets zu sehen ist und die aus der Werkstatt Hannong aus der Zeit zwischen 1749 und 1754 stammt.